# Thomisus rigoratus
Thomisus rigoratus es una especie de araña cangrejo del género Thomisus, familia Thomisidae. Fue descrita científicamente por Simon en 1906.

## Distribución
Esta especie se encuentra en India.